# Ralph McInerny
Ralph Matthew McInerny (ur. 24 lutego 1929, zm. 29 stycznia 2010) – amerykański filozof katolicki, profesor University of Notre Dame, dyrektor Centrum im. Jacques’a Maritain, powieściopisarz. Autor 67 książek i licznych artykułów publikowanych w pismach katolickich. Na język polski przetłumaczono jego pracę Zagadnienie etyki chrześcijańskiej.